# Piotr Burlikowski
Piotr Burlikowski (ur. 14 września 1970 w Bydgoszczy) – polski piłkarz, który występował na pozycji napastnika; następnie działacz piłkarski. Aktualnie dyrektor sportowy Zagłębia Lubin.
Piotr Burlikowski jest wychowankiem Chemika Bydgoszcz, w którym profesjonalne występy rozpoczął w sezonie 1987/1988. Jesienią 1990 roku przeniósł się do lokalnego rywala – Polonii. Szybko jednak powrócił do Chemika w którym grał następnie przez dwa i pół sezonu.
Latem 1993 roku Burlikowski przeszedł do Olimpii Poznań. Wraz z nią w sezonie 1993/1994 awansował do I Ligi. W najwyższej polskiej klasie rozgrywkowej zadebiutował 30 lipca 1994 roku w wygranym 6:2 domowym meczu z Rakowem Częstochowa. Dwa tygodnie później strzelił pierwszego gola w zwycięskim spotkaniu z Widzewem Łódź. W swoim debiutanckim sezonie w pierwszej lidze, Burlikowski wykazywał dużą skuteczność – zdobył dwanaście goli w 34 meczach (wszystkich możliwych) i został najskuteczniejszym  strzelcem swojego zespołu. Olimpia w ligowej tabeli uplasowała się na 12. miejscu, mając zaledwie jeden punkt przewagi nad strefą spadkową.
W rundzie jesiennej sezonu 1995/1996 Burlikowski reprezentował barwy, Lechii/Olimpii Gdańsk oraz Sokoła Tychy. W 1996 roku wyjechał do Niemiec, gdzie przez krótki czas grał w VfL Herzlake (10 meczów w Regionallidze). Następnie powrócił do Polski i regularnie występował w Polonii Warszawa. Wiosną 1997 roku przeszedł do Zawiszy Bydgoszcz, zaś przed sezonem 1998/1999 związał się kontraktem z Pogonią Szczecin. W jej barwach, 30 kwietnia 1999 roku w spotkaniu z Lechem Poznań, po raz ostatni zagrał na boiskach pierwszej ligi. Łącznie w najwyższej polskiej klasie rozgrywkowej wystąpił w 84 meczach w których strzelił 15 goli.
Następnie Burlikowski kontynuował swoją karierę w AFC Aurillac, Zawiszy, Rovaniemen Palloseura, New Jersey Falcons, Arke Gdynia, Polonii Bydgoszcz i ponownie Zawiszy. Występy na boisku zakończył po rundzie jesiennej sezonu 2004/2005.
Po zakończeniu piłkarskiej kariery Burlikowski został w 2005 roku dyrektorem sportowym Korony Kielce. Funkcję tę pełnił do grudnia 2006 roku. Następnie przez kilkanaście miesięcy był dyrektorem od spraw sportowych w Arce Gdynia. Pod koniec 2009 roku został wiceprezesem Zawiszy Bydgoszcz.